# Vörösfejű gulipán
A vörösfejű gulipán (Recurvirostra novaehollandiae) a madarak osztályának lilealakúak (Charadriiformes) rendjébe, ezen belül a gulipánfélék (Recurvirostridae) családjába tartozó faj.

## Rendszerezése
A fajt Louis Pierre Vieillot francia ornitológus írta le 1816-ban.

## Előfordulása
Ausztrália területén honos, kóborlásai során eljut Indonéziába és Új-Zélandra is. Természetes élőhelyei a tengerpartok, sós tavak, édes vizű folyók, patakok, tavak és mocsarak környéke. Állandó, nem vonuló faj.

## Megjelenése
Testhossza 48 centiméter, testtömege 270-390 gramm. Csőre hosszú és jellegzetesen felfelé ívelő. Feje és nyaka vörös.
|  |

## Életmódja
Férgekkel, puhatestűekkel, rákfélékkel és rovarokkal táplálkozik.

## Természetvédelmi helyzete
Az elterjedési területe rendkívül nagy, egyedszáma pedig stabil. A Természetvédelmi Világszövetség Vörös listáján nem fenyegetett fajként szerepel.